# Sandaogou, Gansu
Sandaogou (kinesiska: 三道沟) är en köping i nordvästra Kina. Den ligger i Guazhou härad i staden Jiuquan i provinsen Gansu, omkring 780 kilometer nordväst om provinshuvudstaden Lanzhou. Antalet invånare är 9 716. Befolkningen består av 4 578 kvinnor och 5 138 män. Barn under 15 år utgör 17,0 %, vuxna 15-64 år 76 %, och äldre över 65 år 5,0 %.